# 일카이 귄도안
일카이 귄도안(튀르키예어: İlkay Gündoğan, 1990년 10월 24일 ~, 노르트라인베스트팔렌주 겔젠키르헨 ~ )은 튀르키예계 독일인 축구 선수로 현재 프리미어리그의 맨체스터 시티에서 중앙 미드필더로 뛰고 있다.

## 클럽 경력
1. FC 뉘른베르크로 이적하였다 2009년 9월 19일, 그의 네번째 분데스리가 경기인 FC 바이에른 뮌헨 원정 경기에서, 그는 첫 어시스트를 기록하였다. 그의 첫골은 2010년 2월 20일, 뮌헨과의 홈 경기에서 기록하였다. 2011년 5월 5일, 그는 보루시아 도르트문트와의 4년 계약을 확정지었다. 2011년 5월 5일.
최근 독일 축구 국가대표팀 감독 요아힘 뢰프는, 그를 2011년 8월 10일의 브라질전을 위하여 처음으로 국가대표팀에 소집하였다.
이후 UEFA 유로 2012에도 독일 대표로 선발되었으나 경기에 출전하지는 못 했다. 2016년 귄도간은 맨시티로 영입이 확정되었다. 16일 영국 일간지 ‘더 선’은 “도르트문트와 맨시티가 이적료 조율 끝에 귄도간 영입에 합의했다고 밝히며 이적료는 3000만 파운드이며, 시즌 종료후 발표가 있을 예정”이라며 관련 사실을 전했다.

## 국가대표 경력
- 2012 UEFA 유로
- 2018 FIFA 월드컵
- 2021 UEFA 유로
- 2022 FIFA 월드컵
- 2024 UEFA 유로

## 통계
| 클럽                | 시즌        | 출전 | 득점 | 도움 |
| ------------------- | ----------- | ---- | ---- | ---- |
| 보훔                | 2008-09     | 2    | 1    | -    |
| 1. 뉘른베르크       | 2008-09     | 1    | -    | -    |
| 1. 뉘른베르크       | 2009-10     | 26   | 3    | 3    |
| 1. 뉘른베르크       | 2010-11     | 26   | 5    | 2    |
| 1. 뉘른베르크       | 합계        | 53   | 8    | 5    |
| 보루시아 도르트문트 | 2011-12     | 36   | 4    | 3    |
| 보루시아 도르트문트 | 2012-13     | 45   | 4    | 3    |
| 보루시아 도르트문트 | 2013-14     | 3    | 1    | -    |
| 보루시아 도르트문트 | 2014-15     | 33   | 3    | 5    |
| 보루시아 도르트문트 | 2015-16     | 40   | 3    | 4    |
| 보루시아 도르트문트 | 합계        | 157  | 15   | 15   |
| 맨체스터 시티       | 2016-17     | 16   | 5    | 1    |
| 맨체스터 시티       | 2017-18     | 48   | 6    | 7    |
| 맨체스터 시티       | 2018-19     | 50   | 6    | 8    |
| 맨체스터 시티       | 2019-20     | 50   | 5    | 4    |
| 맨체스터 시티       | 2020-21     | 46   | 17   | 4    |
| 맨체스터 시티       | 2021-22     | 43   | 10   | 7    |
| 맨체스터 시티       | 2022-23     | 51   | 11   | 6    |
| 맨체스터 시티       | 합계        | 304  | 60   | 37   |
| 바르셀로나          | 2023-24     | 37   | 5    | 12   |
| 맨체스터 시티       | 2024-25     | 47   | 2    | 5    |
| 커리어 합계         | 커리어 합계 | 615  | 91   | 74   |

## 수상

#### 보루시아 도르트문트
- 분데스리가 : 2011-12
- DFB 포칼 : 2011-12
- DFL 슈퍼컵 : 2013

#### 맨체스터 시티
- 프리미어리그 : 2017-18, 2018-19, 2020-21, 2021-22, 2022-23
- FA컵 : 2018-19, 2022-23
- 챔피언스리그 : 2022-23
- EFL컵 : 2017-18, 2018-19, 2019-20, 2020-21
- 커뮤니티 쉴드 : 2018, 2019
- UEFA 챔피언스리그 : 2022-23

### 개인
- 독일 올해의 선수 : 2023
- 키커 분데스리가 올해의 팀 : 2012-13
- VDV 올해의 팀 : 2012-13
- PFA 올해의 팀 : 2020-21
- UEFA 챔피언스리그 시즌의 스쿼드 : 2020-21
- 프리미어리그 이 달의 선수 : 21년 1월, 21년 2월
- 프리미어리그 게임 체인저 : 2021-22
- 맨체스터 시티 올해의 골 : 2022-23
- ESM 올해의 팀 : 2012–13, 2020–21